# Nationaal park Chapada dos Guimarães
Het Nationaal Park Chapada dos Guimarães (Portugees: Parque Nacional da Chapada dos Guimarães) is een nationaal park in de Braziliaanse staat Mato Grosso, opgericht in 1989. Beheerder is het Instituto Chico Mendes de Conservação da Biodiversidade (CMBio).
Chapada is het Braziliaanse woord voor een regio met steile kliffen, doorgaans aan het eind van een plateau.